# Ajuntament de Tona
L'Ajuntament de Tona és una casa consistorial de Tona (Osona) inclosa a l'Inventari del Patrimoni Arquitectònic de Catalunya.

## Descripció
Edifici d'un sol cos amb porta dovellada i dues finestres amb les llindes aprofitades d'estructures anteriors, a la planta baixa. Una balconada de cinc obertures al primer pis i balcons al segon. Ulls de bou al pis superior, sota teulada.
És fruit de la reconstrucció d'una casa de Tona dels segles XVII-XVIII que estava en molt mal estat.

## Història
Segons un privilegi de concessió fet el 24 d'agost de 1224 per Guillem II de Montcada, vescomte de Bearn i senyor del Castell de Tona, el senyor de Tona concedia la batllia de Tona a Arnau Font, del mas Font, i al seu fill Ramon. El privilegi es mantindria fins que no fos revocat pel senyor de Tona. D'aquesta manera els Font foren batlles de Tona durant algunes generacions. No se sap quan va morir Antoni Font, batlle de Tona el 1404, però sembla que no va tenir descendència. El 2 de maig de 1401, el rei Martí I concedeix el privilegi pel qual des d'aquell moment el batlle del terme del Castell havia de ser triennal i habitant del terme. La gent de Tona demanà que cada tres anys s'escollissin tres prohoms que han de viure al terme del castell i han de ser presentats al rei o al batlle general de Catalunya, que designarà entre ells qui serà el batlle, que haurà de tenir taula o oficina parada i també saig o agutzil per exercir la jurisdicció civil i criminal del terme. L'elecció del batlle es feia segons la insaculació, i a la plaça pública de Tona, i només si plovia es podia fer a la casa del Comú o Confraria, al carrer de Tona. Amb el Decret de Nova Planta (1707-1716) s'abolí aquest sistema. A partir d'aquest moment el govern estarà format per un alcalde, diferents regidors i un síndic, escollits entre les persones afectes al rei. L'elecció havia de ser pública, entre els que havien demostrat ser bons vassalls del rei. El nombre de regidors varia al llarg del segle xviii, però acostumava a ser de cinc, sis o set com a màxim.